# Urdorf
Urdorf ist eine politische Gemeinde im Bezirk Dietikon des Kantons Zürich in der Schweiz. Am 1. Januar 1931 wurden die Gemeinden Oberurdorf und Niederurdorf zur Gemeinde Urdorf fusioniert.

## Geographie

Luftbild (1965) von Werner Friedli

Urdorf liegt südwestlich der zur Siedlungsfläche der Stadt Zürich zu zählenden Gemeinde Schlieren in einer durch den Reussgletscher geformten Talmulde, welche vom Schäflibach durchflossen wird. Findlinge aus rötlichem Gestein beweisen, dass auch ein Arm des Linthgletschers zeitweise bis in diese Gegend vorgestossen war. Durch den abgelagerten Moränenschutt wusch die Reppisch hinter dem Honeret und der Egg einen Einschnitt aus, das Reppischtal. Dort findet sich die höchste Erhebung Urdorfs, der 587 m ü. M. hohe Hohbüel. Von der Gemeindefläche sind 32,2 % landwirtschaftliche Nutzflächen, 32,2 % ist Wald, 26,4 % ist Siedlungsfläche, 8,1 % dienen dem Verkehr, 0,3 % sind Gewässer, und 0,8 % sind unproduktive Flächen (Stand 2007).

## Geschichte
Eine bronzezeitliche Siedlung am Rainweg (Moosmatt) und das Herrenhaus eines römischen Gutshofs von 37 × 27 m mit Portikus-ähnlichem, unterkellertem Trakt und separatem Badehaus (Heidenkeller, Oberurdorf) aus der Mitte des 2. Jahrhunderts deuten auf eine frühe Besiedlung hin. Die keltischen Helvetier bewohnten diese Gegend, bevor sie Teil des römischen Reiches wurde.
Der Ortsname Urdorf erscheint in der heutigen Schreibweise erstmals in einer Urkunde von 1124. Im Jahr 1179 wird in der Stiftungsurkunde des Klosters Engelberg durch Konrad von Sellenbüren neben anderen Ortschaften auch Urdorf erwähnt. Über die Kapelle St. Georg im Reppischtal (in der Reformationszeit aufgegeben) wurde 1173 und die Kapelle St. Niklaus (heute alte reformierte Kirche) in Oberurdorf 1184 erstmals berichtet.
Oberurdorf bestand im Spätmittelalter aus dem Meierhof des Klosters St. Blasien, der Mühle am Römerenbach (Schäflibach) und einer Taverne, während Niederurdorf lediglich ein kleiner Weiler war. 1526 baute der Zürcher Bürgermeister Hans Steiner die heutige «Wirtschaft zur Sonne» als Bade- und Kurhaus. Mit dem Landbad erlebte Oberurdorf im 17. Jahrhundert eine gewisse Blütezeit. Die Grafschaft Baden übte das Hochgericht über das ganze Gebiet aus, verlieh dieses aber als Gerichtsvogtei an die Regensberger und bis 1384 an Habsburg-Laufenburg.
Ab 1487 erwarb die Stadt Zürich sukzessive diese Lehen und fügte sie in ihre Obervogtei Birmensdorf ein. Die Niedere Gerichtsbarkeit wurde von den Habsburgern bis ca. 1450 an die Herren von Schönenwerd verliehen, wechselte mehrmals die Hand und gelangte von 1620 bis 1798 in den Besitz der Familie Steiner von Uitikon. Seit dem 14. Jahrhundert fassten Dorfoffnungen die geltenden Vorschriften und Normen zusammen und galten bis 1798 als verbindliche Rechtssatzungen.
Bereits 1830 wollte der Zürcher Grosse Rat Ober- und Niederurdorf zusammenschliessen. Die Gemeinde Niederurdorf wehrte sich und argumentierte, das Dorf zähle «achtzig stimmfähige Bürger und in ihrer Mitte verständige Männer genug, um die Gemeindeämter mit denselben besetzen zu können». Zürich gab schliesslich nach. Erst hundert Jahre später, 1930, beschlossen die Stimmbürger von Ober- und Niederurdorf, sich zur Gemeinde Urdorf zusammenzuschliessen, was 1931 vollzogen wurde. Ursprünglich waren Ober- und Niederurdorf dem Bezirk Horgen zugeteilt. 1803 fand ein Wechsel zum Bezirk Zürich statt, und am 1. Juli 1989 wurde Urdorf dem neu gegründeten Bezirk Dietikon zugeteilt.
Die Bevölkerung nahm von 1467 mit ca. 80 bis 1634 mit 581 Einwohnern stetig zu und blieb anschliessend praktisch konstant (1850 mit 770, 1900 mit 711). In den 1950er (1'929) und 1960er (3'809) Jahren begann der Wachstumsschub als Agglomerationsgemeinde der Stadt Zürich (1980 8'589, 2000 9'270). Mit dem Bau der Kantonsstrasse Dietikon-Birmensdorf von 1848 bis 1850 verlagerte sich die Siedlungsentwicklung vom Dorfbach zur neuen Verkehrsader. Die Eisenbahnlinie Zürich–Affoltern am Albis–Zug, die sogenannte Ämtlerbahn oder Knonauerstrecke, nahm 1864 den Betrieb unter anderen mit dem – in der Nachbargemeinde Schlieren gelegenen – Bahnhof Urdorf auf.
Mit dem Bevölkerungswachstum wurden die mannigfaltigen Bindungen zu Dietikon schrittweise aufgelöst:
- 1958 eigene Sekundarschule
- 1959 eigene reformierte Kirchgemeinde
- 1960 eigene katholische Kirchgemeinde

Pfarrer Ernst Sieber betrieb 1996–2009 in Urdorf eine offene Suchthilfeeinrichtung für Drogenabhängige.
Im Industriegebiet von Urdorf, im Grenzdreieck zu Schlieren und Dietikon, befindet sich die 1977 eröffnete Kantonsschule Limmattal, deren Einzugsgebiet den Bezirk Dietikon und das Säuliamt umfasst.
2022 wurden die politische Gemeinde und die Schulgemeinde zur Gemeinde Urdorf, einer Einheitsgemeinde, zusammengelegt.

## Wappen
Blasonierung:
In Silber ein hersehender schwarzer Stierkopf
Die älteste erhaltene Darstellung des Urdorfer Symbols, des «Stieregrinds», zeigt der Viergemeinden-Grenzstein von 1778 im Sandloch.

## Bevölkerung
Mit 10'424 Einwohnern (Stand 31. Dezember 2023) gehört Urdorf zu den mittelgrossen Gemeinden des Kantons Zürich. Gemessen an der Einwohnerzahl hat Urdorf die Grösse einer Stadt erreicht. Es ist nach den Städten Dietikon und Schlieren der drittgrösste Ort im Bezirk Dietikon. 
- Bevölkerungsdichte: 1361,9 Einw./km² (Stand: 2022)
- Anzahl Privathaushalte: 4652 (Stand: 2021)[9]
- Konfessionszugehörigkeit: 30,3 % römisch-katholisch, 23,9 % evangelisch-reformiert, 45,8 % andere oder keine konfessionelle Zugehörigkeit (Stand: 2022)[10]

| Bevölkerungsentwicklung | Bevölkerungsentwicklung |
| Jahr                    | Einwohner               |
| ----------------------- | ----------------------- |
| 1850                    | 770                     |
| 1900                    | 711                     |
| 1950                    | 1'929                   |
| 1960                    | 3'809                   |
| 1970                    | 7'960                   |
| 1980                    | 8'589                   |
| 1990                    | 8'382                   |
| 2000                    | 9'270                   |
| 2010                    | 8'979                   |
| 2020                    | 10'009                  |
| 2022                    | 10'327                  |

## Politik
Gemeindepräsidentin ist Sandra Rottensteiner (EVP, Stand 2023).
Bei den Nationalratswahlen 2023 betrugen die Wähleranteile in Urdorf: SVP 35,93 % (+2,99), SP 17,72 % (+1,86), glp 11,38 % (−1,29), FDP 10,78 % (−2,15), Mitte 9,48 % (−0,52), Grüne 6,34 % (−3,09), EVP 3,12 % (−0,34), EDU 0,74 (+0,09).

## Öffentlicher Verkehr
Am östlichen Rand der Gemeinde verläuft die Bahnstrecke Zürich–Zug, an der Urdorf zwei S-Bahnhöfe besitzt. Der Bahnhof Urdorf liegt direkt an der Gemeindegrenze, er befindet sich zum grössten Teil noch auf Schlieremer Gebiet. Der Bahnhof Urdorf Weihermatt liegt im Südosten des Orts. Die Bahnhöfe werden durch die Linien S 5  und S 14  bedient, welche beide im Halbstundentakt verkehren – somit gibt es nach Zürich vier Verbindungen pro Stunde. Zudem verkehrt während der Nächte am Wochenende die SN5 . Der Norden der Gemeinde wird ausserdem von der Limmattalbahn erschlossen. Zu dieser Stadtbahnlinie gehören auf Gemeindegebiet die Haltestellen Kantiallee und Urdorf Nord; nahe liegt auch die Haltestelle Spital Limmattal. Zusätzlich wird Urdorf durch mehrere Buslinien der Verkehrsbetriebe Zürich (VBZ) erschlossen.

## Wirtschaft
Die Schweizerische Post betreibt ein Paketzentrum in Urdorf.

## Sehenswürdigkeiten
Die Urdorfer Senke wurde im Zweiten Weltkrieg zusammen mit dem Ortsstützpunkt Oberurdorf als Teil der Limmatstellung befestigt. Sie bildete eine wichtige Sperrstelle, um ein Vordringen des Gegners ins Reusstal Richtung Gotthard zu verhindern. Der drei Kilometer breite Abschnitt der 6. Division zwischen Uetliberg, Waldegg und Urdorfer Senke bestand aus einem tiefgestaffelten System von Wechselstellungen, das an der Limmat begann und hinter der Reppisch aufhörte. Durch die offene Urdorfer Senke verlief eine Tanksperre mit 18 betonierten Waffenständen, die heute noch vorhanden sind.
Die Kirche Bruder Klaus wurde 1964 errichtet.

## Persönlichkeiten
- Rudolf Pfister (1909–2000), evangelischer Geistlicher und Hochschullehrer; lebte und starb in Urdorf
- Hans Falk (1918–2002), Maler und Grafiker; lebte in Urdorf
- Jürg Marquard (* 1945), Verleger
- Barbara Angelsberger (* 1951), Politikerin (FDP); lebt in Urdorf
- Stefan Burkart (1957–2020), Leichtathlet und Olympiateilnehmer; in Urdorf geboren
- Helen Barnett-Burkart (* 1958), britisch-schweizerische Leichtathletin und Olympiateilnehmerin; lebte in Urdorf
- Jean-Claude Leclercq (* 1962), französischer Radrennfahrer; verbrachte einen Teil seiner Kindheit in Urdorf
- Lilitt Bollinger (* 1970), Schweizer Architektin
- Alina Pätz (* 1990), Curlerin
- Marco Schönbächler (* 1990), Fussballspieler

## Bilder

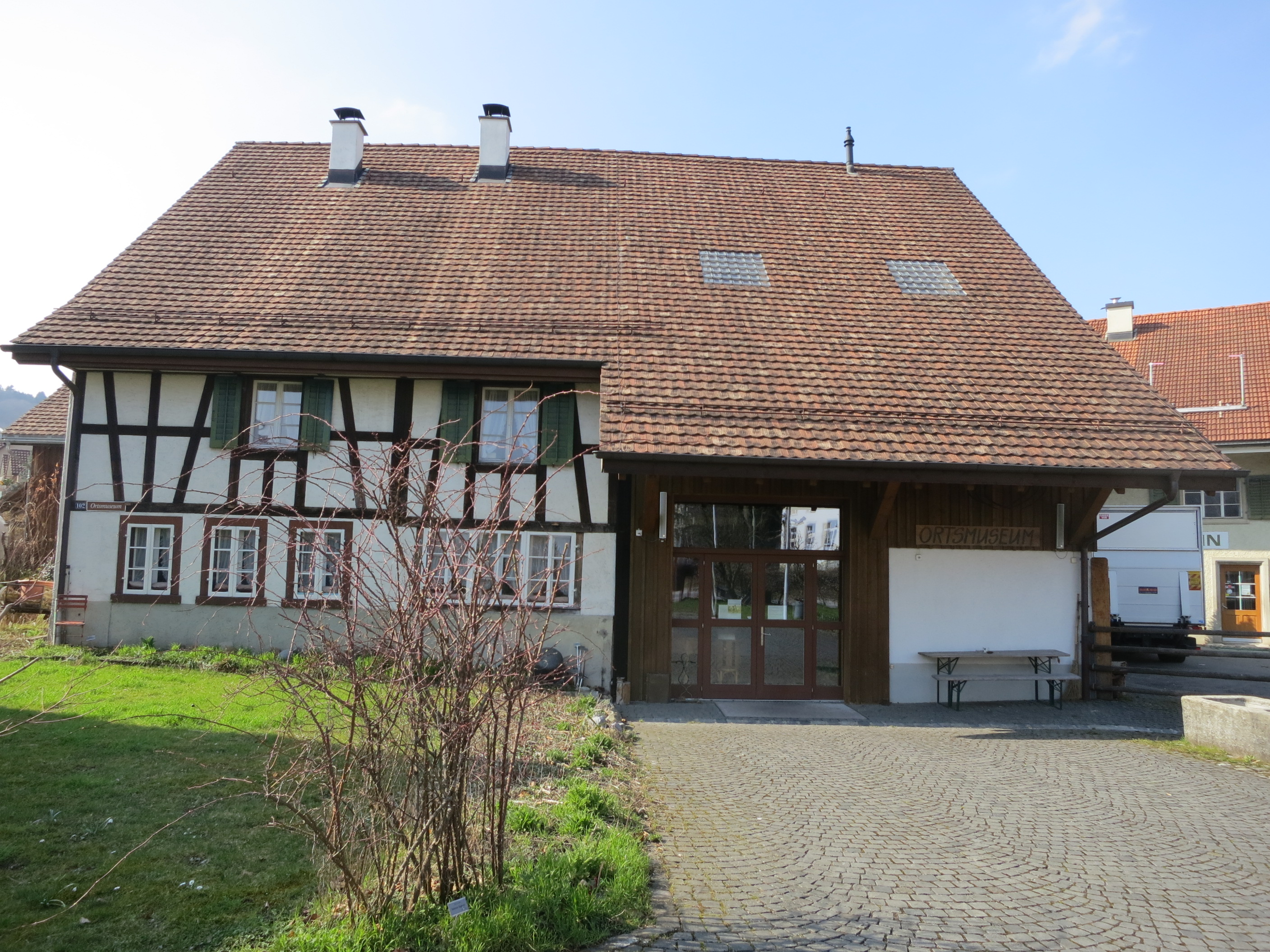
Ortsmuseum Urdorf
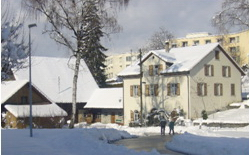
Mühlegut
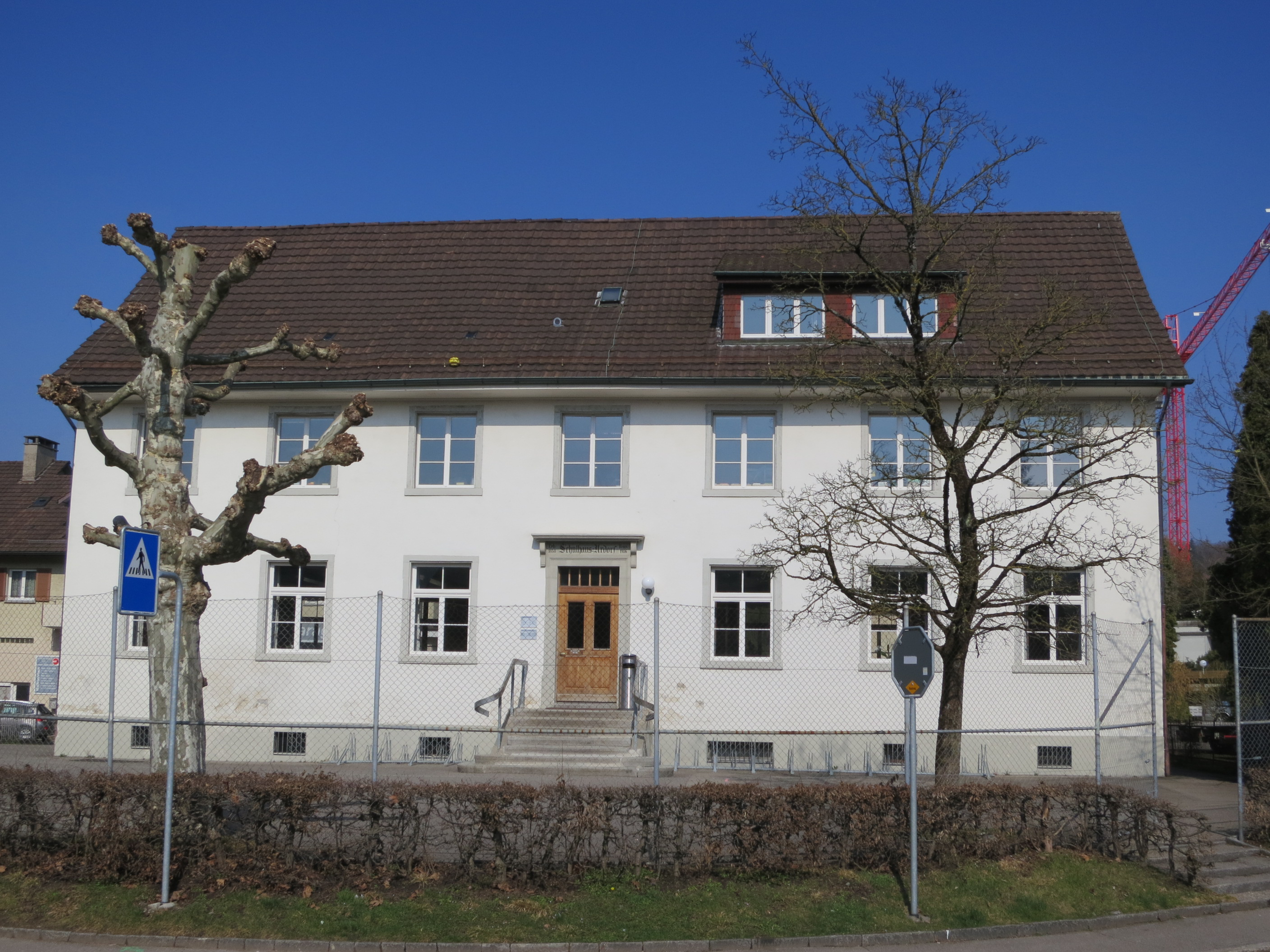
Altes Schulhaus von 1838 (auch Bachschulhaus genannt)
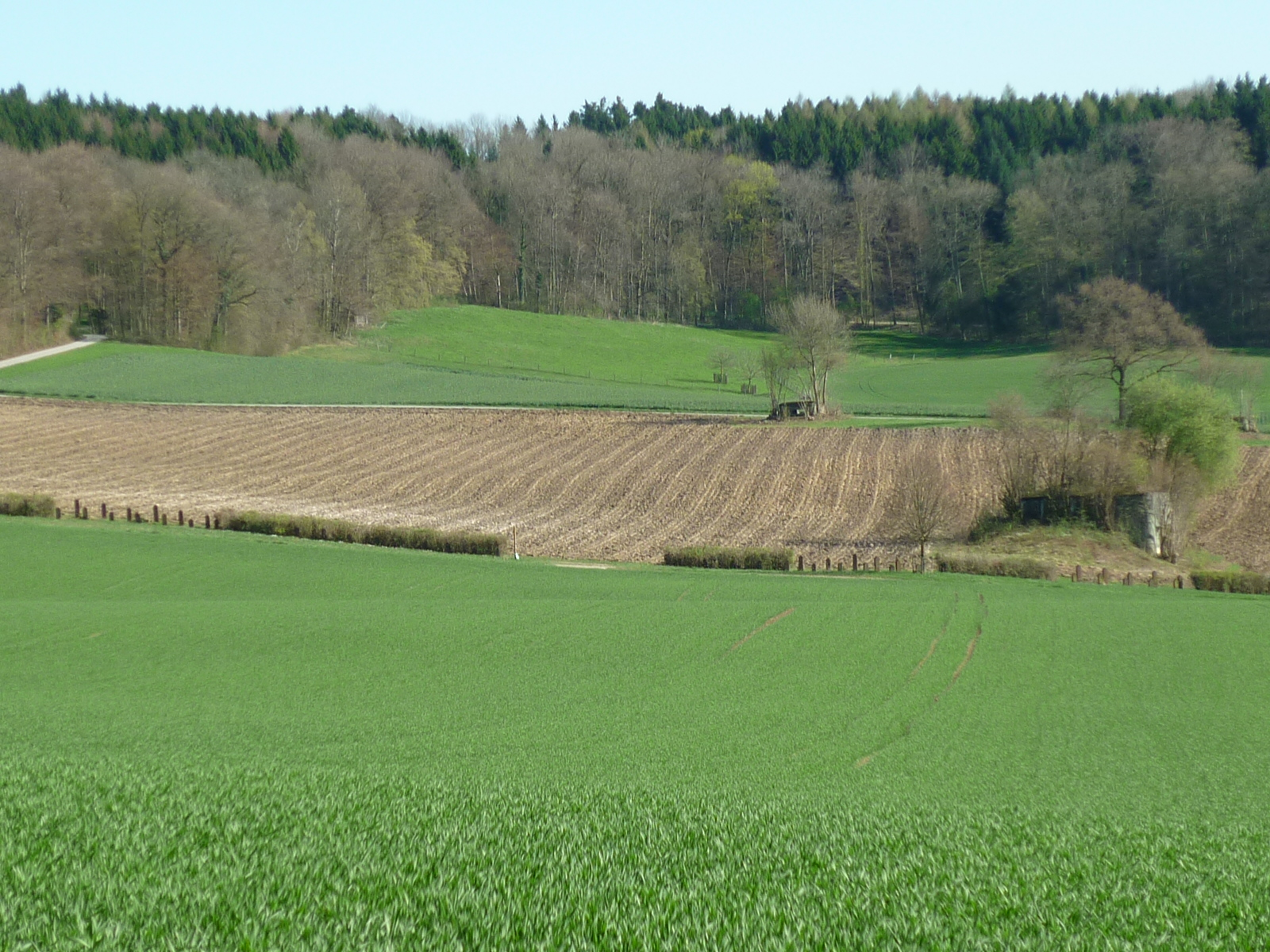
Teilstück der Urdorfer Senke: Tanksperre mit Maschinengewehrbunker und Schild für Infanteriekanone
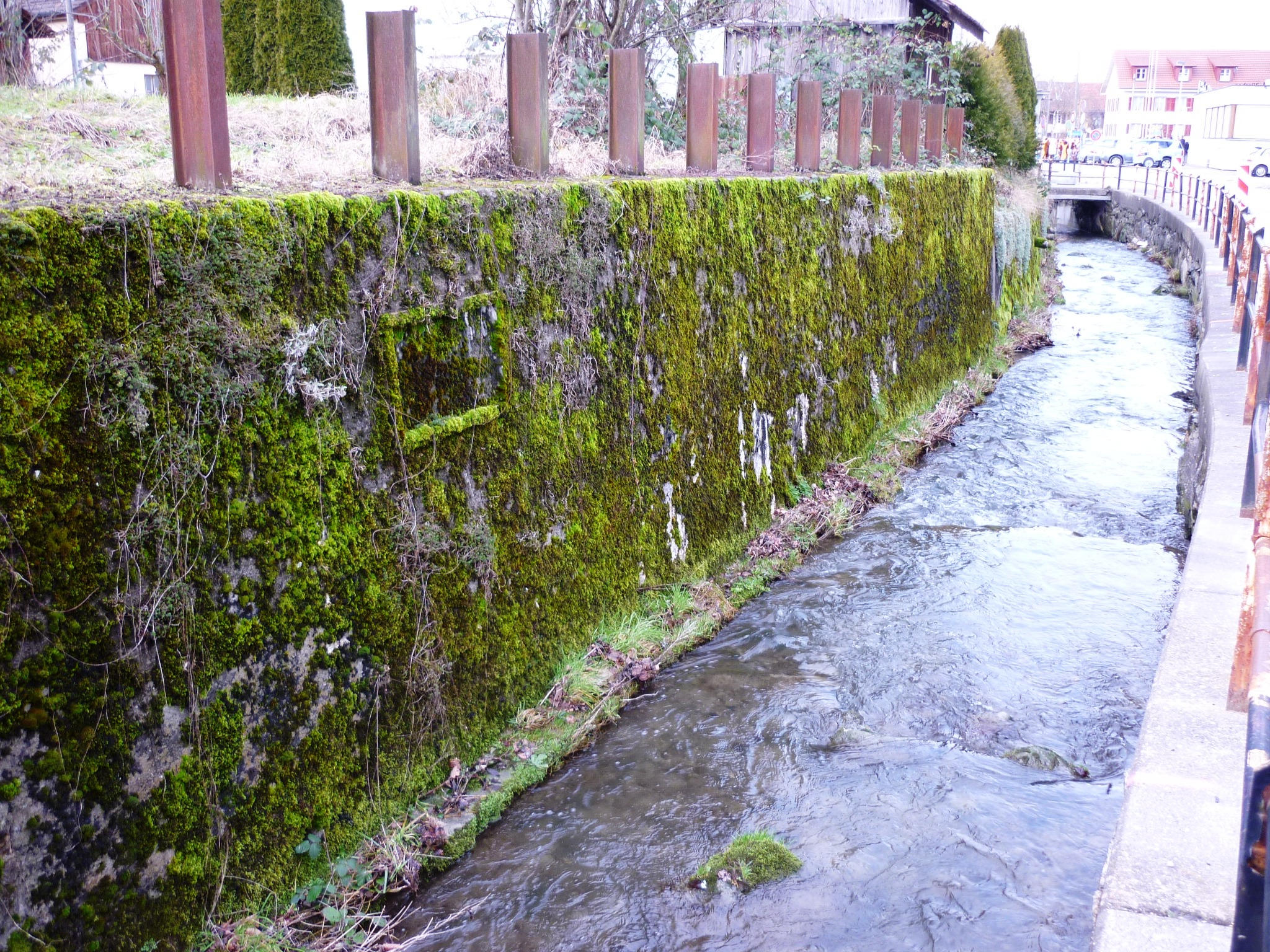
Tankmauer des Ortsstützpunkts Oberurdorf
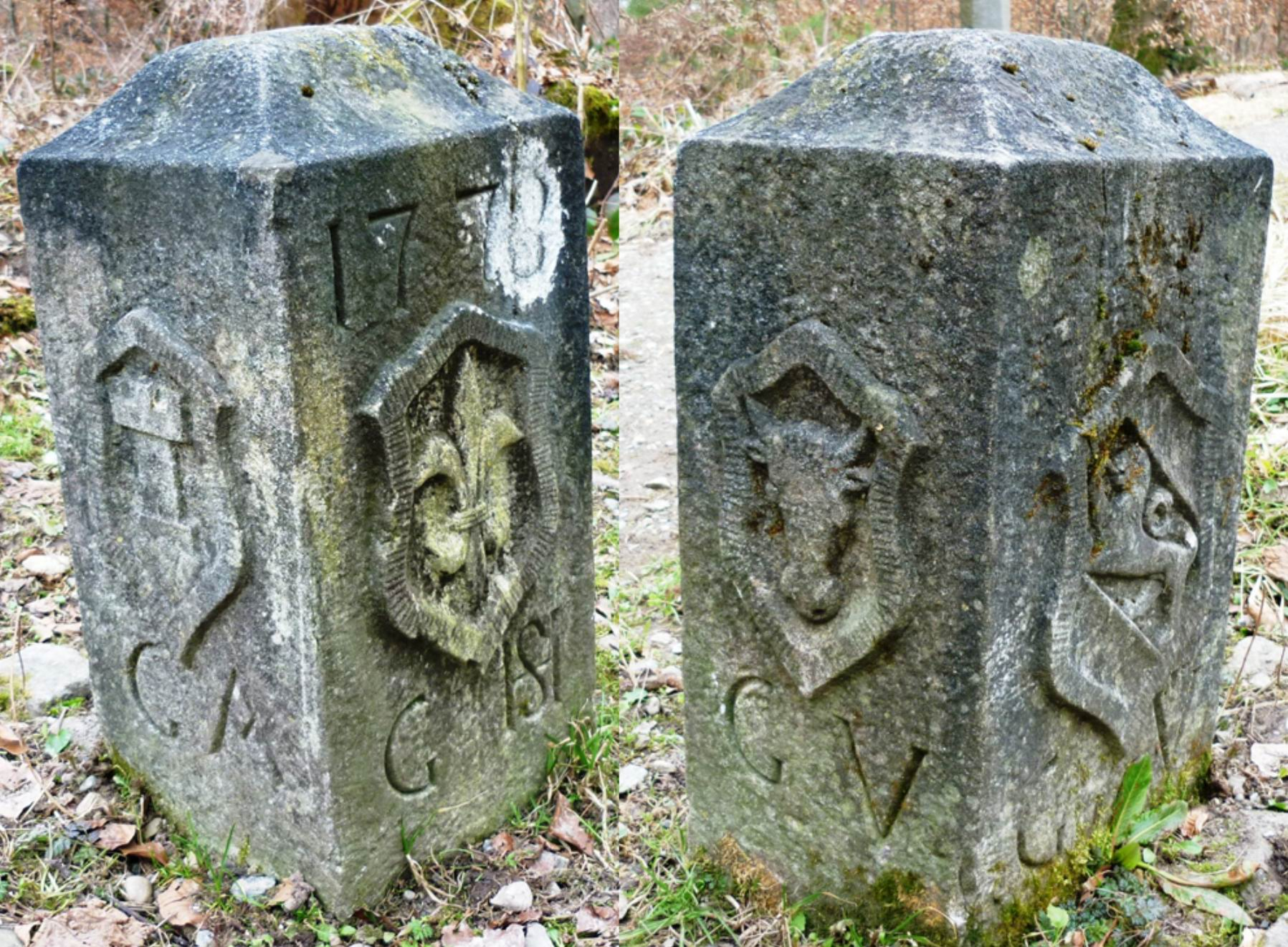
Viergemeindenstein im Sandloch bei Uitikon